# Goran Tomčić

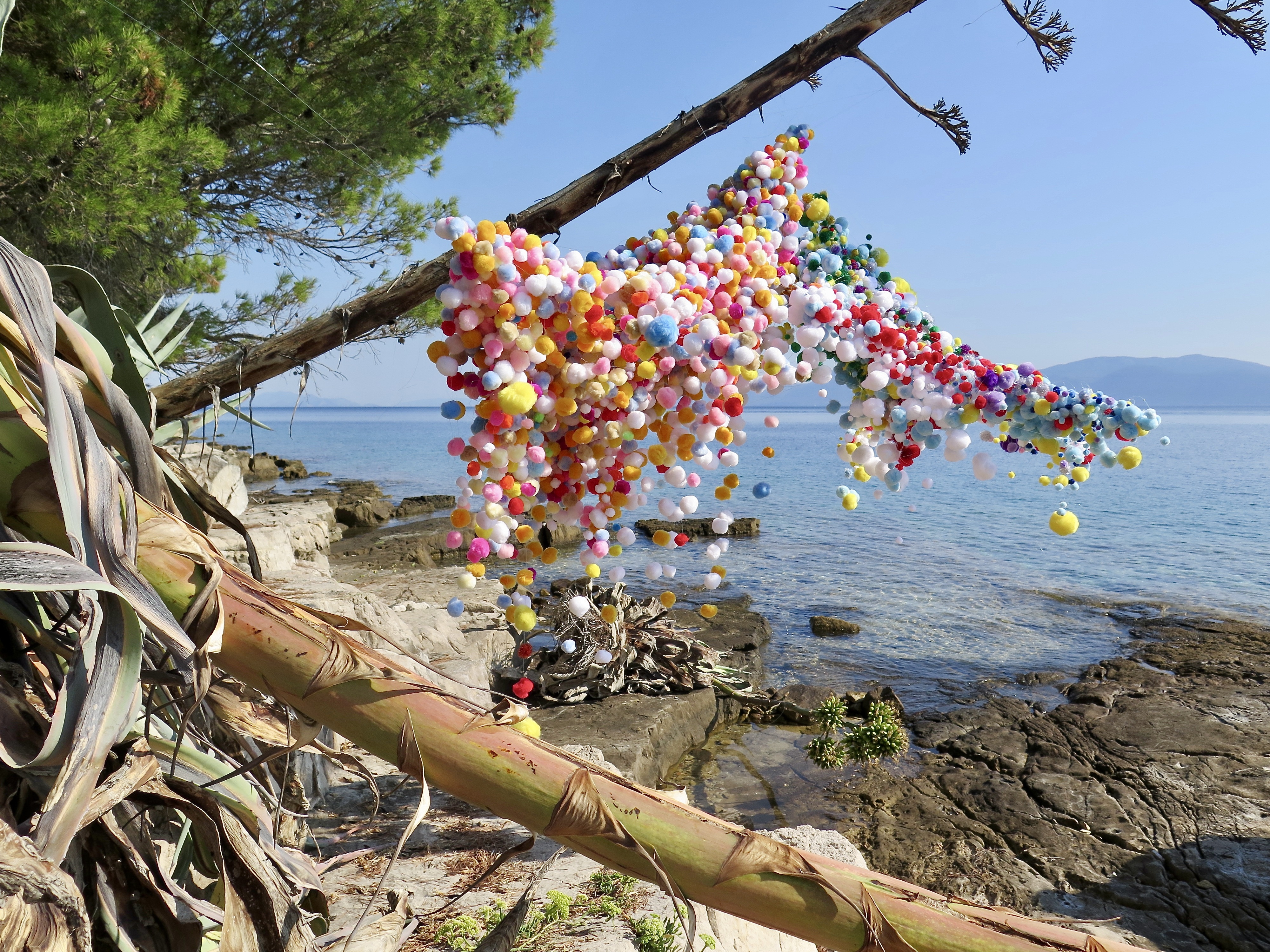
https://gorantomcic.com/pompom-nets

Goran Tomčić (* 1964) ist ein kroatischer Künstler, der in Berlin lebt und arbeitet. 

## Biografie
Tomčić wuchs auf der Insel Hvar und in der Stadt Split, damals in der Sozialistischen Republik Kroatien, auf. Er studierte Kunstgeschichte und Vergleichende Literaturwissenschaft an der Universität Zagreb. Von 1991 bis 2009 lebte er in New York und Miami in den USA, bevor er nach Deutschland übersiedelte. 1996 schloss er sein Studium mit einem MA in kuratorischen Studien am Center for Curatorial Studies des Bard College (Staat New York) ab. Von 1997 bis 1999 war er Direktor der Wolfson Galleries am Miami Dade College.
Tomčić erhielt zahlreiche Stipendien, darunter das Trust for Mutual Understanding (1994), das Pollock-Krasner-Stipendium (2007), das MacDowell Residency Fellowship (1992, 1996), die Berliner Senatsverwaltung für Kultur und Gesellschaftlichen Zusammenhalt (2020) und war Artist-in-Residence bei vielen Künstlerresidenzen und Festivals.

## Arbeiten
Zu seinen vielfältigen künstlerischen Stilen und Themen gehören standortspezifische Installation, temporäre Strukturen, Textkunst sowie performative und partizipative Praktiken. Großformatige Installationen und Projekte von Tomčić wurden weltweit in Museen, Galerien und alternativen Räumen ausgestellt. Seit 2015 konzentriert sich seine künstlerische Praxis auf participative Kunst. Das Pompom-Nets-Projekt ist ein fortlaufendes, interdisziplinäres, prozessbasiertes Kunstprojekt und ein soziales Experiment. Das Projekt schafft temporäre Situationen und neue Formen der Assoziation. Der Hauptteil dieses Projekts besteht darin, dass der Künstler mit der Öffentlichkeit zusammenarbeitet und verschiedene Gemeinschaften und verschiedene künstlerische Medien in die Ausstellung räumlicher, ortsspezifischer Installationen auf der ganzen Welt einbezieht. „Pomponnetze“ ist ein partizipatorisches Installations- und Performance-Projekt, das sich metaphorisch aus dem Alltag von Fischern ableitet.
Einzelausstellungen und Projekte (Auswahl)
- 2023 “Pompom Nets - Addis Ababa,” Entoto Fine Arts Center, Addis Ababa, Äthiopien
- 2023 “Pompom Nets - Piran/Pirano,” Abakkum Piran, Piran/Pirano, Slowenien
- 2023 “Pompom Nets - Başiskele,” Helikon Art Center, Gölcük/Kocaeli, Türkei
- 2023 “Pompom Nets - Skofja Loka,” Galerija Ivana Groharja, Skofja Loka, Slowenien
- 2023 “Pompom Nets - Ljubljana,” Cirkulacija 2, Ljubljana, Slowenien
- 2022 “Pompom Nets - Cape Coast,” University of Cape Coast, Cape Coast, Ghana
- 2022 “Pompom Nets - Venice,” Canal Grande, Venice, Italien
- 2021 “Pompom Nets - Hvar,” Island Hvar, Kroatien
- 2021 “Pompom Nets - Havel,” Havel, Caputh, Deutschland
- 2021 “Pompom Nets - Berlin,” Plötzensee, Berlin, Deutschland
- 2020 “Pompom Nets - Lisbon,” Hangar, Lisbon, Portugal
- 2018 “Pompom Nets - Sucuraj,” Sucuraj, Hvar, Kroatien
- 2018 “Rainbow,” Symphony of the Seas, Royal Caribbean, Miami, FL, USA
- 2018 “Pompom Waterfall,” Vitrine 01, U-Bahnhof Birkenstraße, Berlin, Deutschland
- 2016 “Pompm Constellation,” Context Art Fair, New York, NY, USA
- 2015 “Pompom Sky,” Multimedijalni Kulturni Centar, Split, Kroatien
- 2014 “Heart Strings,” Dimensions Variable, Miami, FL, USA
- 2011 “Eternal Embrace,” Mali salon, MMSU, Rijeka, Kroatien
- 2010 “Lose Something Every Day,” Kurt-Kurt, Berlin, Deutschland
- 2010 “Pompom Bouquet,” Galerie Adlergasse, Dresden, Deutschland
- 2010 “Without Words,” Kibla, Maribor, Slowenien
- 2010 “Against My Heart,” Freies Museum, Berlin, Deutschland
- 2009 “Shimmering Heart (Gold),” Rigo Gallery, Novigrad, Kroatien
- 2009 “Passage,” Galerie Delikatessenhaus, Leipzig, Deutschland
- 2007 “Overlap,” The Windows at the Kimmel Center, NYU, New York, NY, USA
- 2005 “Shimmering Heart (Silver),” Participant Inc., New York, NY, USA

Tomcic hat seine Kunst in zahlreichen Gruppenausstellungen in Galerien, Museen und Kunstmessen in Deutschland, den USA, Kroatien, Slowenien, der Türkei, Israel, Portugal, Äthiopien und Ghana ausgestellt. Seine Kunst ist in vielen privaten und öffentlichen Sammlungen zeitgenössischer Kunst zu sehen.

### Sammlungen
- Kunstmuseum Wolfsburg (Deutschland)[8]
- KRC Collection (Niederlande)
- Haifa Museum of Art (Israel)[9]
- Museum of Modern and Contemporary Art, Rijeka (Kroatien)[10]
- Valamar Riviera (Kroatien)[11]
- Lapidarium Museum Novigrad (Kroatien)[12]
- Royal Caribbean International, Kreuzfahrtgesellschaft, (USA)